# Рајко Томаш
Рајко Томаш (10. август 1955) професор је микроекономије из Бање Луке.

## Биографија
Рођен је 10. августа 1955. године. Дипломирао на Економском факултету у Бањалуци 1979. године. Последипломске студије, специјализоване за макроекономску и микроекономску анализу, завршио је на Економском факултету у Београду 1982. године. Докторску дисертацију одбранио је у марту 1988. године на Економском факултету у Београду.
Од почетка 1980. године запослен је на Економском факултету у Бањалуци, прво, у звању асистента, затим доцента, ванредног професора и, тренутно, у звању редовног професора.
Школовао се 1998/99. године у Великој Британији (BS Norwich), као стипендиста British Council-a. Новембра 2003. биo је на студијском боравку у Ирској (Irish Tax and Customs). Говори енглески и руски језик.
У дугогодишњем научно‐истраживачком раду показао је посебно интересовање за законитости тржишне економије, систем и политику цена, тржишне институције, макроекономску и микроекономску равнотежу, транзицију у тржишну економију, секторске економске реформе (посебно банкарски и порески систем), економске интеграције, вантржишна решења и методе економске анализе.
До сада је на матичном факултету и другим факултетима предавао следеће дисциплине: Микроекономија, Макроекономија, Међународна економија и Економска политика.
Аутор је или коаутор дванаест књига и преко стотину научних и стручних радова. Велики број радова објављен му је на страним језицима. Руководио је израдом четири пројекта које су финансирале међународне институције, те учествовао као аутор у истраживањима у оквиру већег броја међународних пројеката. Радио је као консултант за Светску банку, UNDP, те за консултантске куће Barents Group LLC, Price Waterhouse Coopers, Development Alternatives Inc. и тренутно за BearingPoint. Био је економски савјетник Предсједника РС, члан Управног одбора Агенције за банкарство РС, члан првог састава Експертског тима Централне банке БиХ, члан експертског тима за израду Развојне стратегије БиХ (PRSP), члан Управног одбора Фондације за мир и рјешавање криза, Члан савјета за науку РС.Члан је Међународног фискалног друштва (International Fiscal Association Rotterdam), Европског економског друштва (European Economic Association Milano) и Српског фискалног друштва Београд.
За дописног члана Академије наука и умјетности Републике Српске, у радном саставу, изабран је 4. децембра 2015. године, а за редовног 22. децембра 2021. године. Предсједник је Одбора за економске науке Одјељења друштвених наука АНУРС-а и уредник Стручне редакције за економију на пројекту Енциклопедија Републике Српске. За допринос у научном и наставном раду награђен је плакетом Економског факултета и два пута плакетом Универзитета у Бањалуци.